# عيد اليوبيل

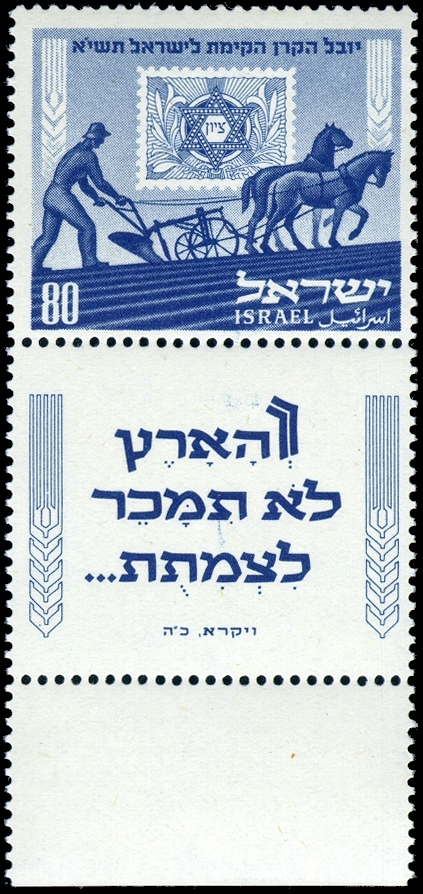

عيد اليوبيل وبالعبرية تذكر التوراة أن الله كلم موسى في جبل سيناء وأمره أن يستريح من زراعة الأرض سنة كاملة كل تسعة وأربعين سنة.